# Lijst van rijksmonumenten in Goedereede
De plaats Goedereede telt 118 inschrijvingen in het rijksmonumentenregister. Hieronder een overzicht.
| Object | Oorspronkelijke functie?  | Bouwjaar                                                                | Architect | Locatie                                  | Coördinaten?                 | Nr.?   | Afbeelding                                             |
| --- | ------------------------- | ----------------------------------------------------------------------- | --------- | ---------------------------------------- | ---------------------------- | ------ | ------------------------------------------------------ |
| Houten schuur met mooi, hoog pannen dak. Onder een dak met het buurnummer 3 | Gebouw                    | mogelijk eerste helft 19e eeuw                                          |           | Achterstraat 1                           | 51° 49' 8" NB, 3° 58' 39" OL | 16136  | Meer afbeeldingen                                      |
| Houten schuur met mooi, hoog pannen dak en stenen noordgevel. Onder een dak met het buurnummer 1                                                                                                  | Boerderij                 | mogelijk eerste helft 19e eeuw                                          |           | Achterstraat 3                           | 51° 49' 8" NB, 3° 58' 40" OL | 16137  | Meer afbeeldingen                                      |
| Houten schuur op de hoek van de Varkensmarkt | Dierenverblijf            | mogelijk eerste helft 19e eeuw                                          |           | Achterstraat 19                          | 51° 49' 7" NB, 3° 58' 48" OL | 16138  | Houten schuur op de hoek van de Varkensmarkt           |
| Woonhuisje, van begane-grond met pannen zadeldak | Woonhuis                  | waarschijnlijk 18e eeuw                                                 |           | Bekaf 7                                  | 51° 49' 2" NB, 3° 58' 49" OL | 16139  | Meer afbeeldingen                                      |
| Woonhuisje, van begane-grond met pannen zadeldak | Woonhuis                  | waarschijnlijk 18e eeuw                                                 |           | Bekaf 7                                  | 51° 49' 2" NB, 3° 58' 50" OL | 16140  | Meer afbeeldingen                                      |
| Woonhuisje, van begane-grond met pannen zadeldak | Woonhuis                  | waarschijnlijk vroeg 19e eeuw                                           |           | Bekaf 9                                  | 51° 49' 2" NB, 3° 58' 50" OL | 16141  | Meer afbeeldingen                                      |
| Pandje met gepleisterde puntgevel | Woonhuis                  | mogelijk eerste helft 19e eeuw                                          |           | Catharinastraat 3                        | 51° 49' 5" NB, 3° 58' 48" OL | 16143  | Meer afbeeldingen                                      |
| Pand met IJsselstenen puntgevel met waterlijst, Gobertangerstenen hoekblokken, rode strekken boven de vensters en muurankers                                                                      | Woonhuis                  | 18e eeuw                                                                |           | Catharinastraat 5                        | 51° 49' 6" NB, 3° 58' 48" OL | 16144  | Meer afbeeldingen                                      |
| Pand met gecementeerde puntgevel | Woonhuis                  | mogelijk eerste helft 19e eeuw                                          |           | Catharinastraat 7                        | 51° 49' 6" NB, 3° 58' 48" OL | 16145  | Meer afbeeldingen                                      |
| Pand op de hoek van de Achterstraat met gepleisterde puntgevel en lager achterhuis met puntgevel en luiken                                                                                        | Woonhuis                  | eerste kwart 19e eeuw                                                   |           | Catharinastraat 9                        | 51° 49' 6" NB, 3° 58' 48" OL | 16146  | Meer afbeeldingen                                      |
| Pand op de hoek van de Achterstraat met gepleisterde puntgevel en waterlijsten | Woonhuis                  | mogelijk 17e eeuw                                                       |           | Catharinastraat 11                       | 51° 49' 6" NB, 3° 58' 49" OL | 16147  | Meer afbeeldingen                                      |
| Een gerend pandje achter puntgevel met vlechtingen. Hierachter aan de Catharinastraat een kleine puntgevel                                                                                        | Woonhuis                  | mogelijk 18e eeuw                                                       |           | Catharinastraat 2                        | 51° 49' 5" NB, 3° 58' 48" OL | 16148  | Meer afbeeldingen                                      |
| Huisje met gepleisterde puntgevel | Woonhuis                  | mogelijk ca. 1800                                                       |           | Catharinastraat 12                       | 51° 49' 6" NB, 3° 58' 49" OL | 16149  | Meer afbeeldingen                                      |
| Pandje met gecementeerde trapgevel, waarin jaarankers | Woonhuis                  | 1613                                                                    |           | Catharinastraat 14                       | 51° 49' 6" NB, 3° 58' 49" OL | 16150  | Meer afbeeldingen                                      |
| Huis met zadeldak tussen gepleisterde puntgevel | Woonhuis                  | mogelijk 18e eeuw                                                       |           | De Pad 1                                 | 51° 49' 4" NB, 3° 58' 38" OL | 16151  | Meer afbeeldingen                                      |
| Huisje met zadeldak tussen gepleisterde puntgevels | Woonhuis                  | mogelijk 18e eeuw                                                       |           | De Pad 3                                 | 51° 49' 3" NB, 3° 58' 38" OL | 16152  | Meer afbeeldingen                                      |
| Ca. 3 m hoog restant van de Middeleeuwse vestingmuur, thans opgenomen in een reeks van merendeels 19e-eeuwse woningen zonder verdiepingen onder dwarsgeplaatst pannen zadeldak aan de achterzijde | Fort, vesting en -onderdl | middeleeuwen                                                            |           | Groenmarkt 1                             | 51° 49' 2" NB, 3° 58' 46" OL | 16153  | Upload foto                                            |
| Ca. 3 m hoog restant van de Middeleeuwse vestingmuur, thans opgenomen in een reeks van merendeels 19e-eeuwse woningen zonder verdiepingen onder dwarsgeplaatst pannen zadeldak aan de achterzijde | Fort, vesting en -onderdl | middeleeuwen                                                            |           | Groenmarkt 2                             | 51° 49' 2" NB, 3° 58' 46" OL | 16154  | Upload foto                                            |
| Ca. 3 m hoog restant van de Middeleeuwse vestingmuur, thans opgenomen in een reeks van merendeels 19e-eeuwse woningen zonder verdiepingen onder dwarsgeplaatst pannen zadeldak aan de achterzijde | Fort, vesting en -onderdl | middeleeuwen                                                            |           | Groenmarkt 3                             | 51° 49' 2" NB, 3° 58' 45" OL | 16155  | Meer afbeeldingen                                      |
| Ca. 3 m hoog restant van de Middeleeuwse vestingmuur, thans opgenomen in een reeks van merendeels 19e-eeuwse woningen zonder verdiepingen onder dwarsgeplaatst zadeldak aan de achterzijde        | Fort, vesting en -onderdl | middeleeuwen                                                            |           | Groenmarkt 5                             | 51° 49' 2" NB, 3° 58' 45" OL | 16156  | Upload foto                                            |
| Ca. 3 m hoog restant van de Middeleeuwse vestingmuur, thans opgenomen in een reeks van merendeels 19e-eeuwse woningen zonder verdiepingen onder dwarsgeplaatst pannen zadeldak aan de achterzijde | Fort, vesting en -onderdl | middeleeuwen                                                            |           | Groenmarkt 6                             | 51° 49' 1" NB, 3° 58' 44" OL | 16157  | Upload foto                                            |
| Ca. 3 m hoog restant van de Middeleeuwse vestingmuur, thans opgenomen in een reeks van merendeels 19e-eeuwse woningen zonder verdiepingen onder dwarsgeplaatst pannen zadeldak aan de achterzijde | Fort, vesting en -onderdl | middeleeuwen                                                            |           | Groenmarkt 7                             | 51° 49' 1" NB, 3° 58' 44" OL | 16158  | Meer afbeeldingen                                      |
| Pand met gecementeerde puntgevel met gevelsteen | Woonhuis                  | 1773 (gevelsteen)                                                       |           | Kerkpad 1                                | 51° 49' 6" NB, 3° 58' 36" OL | 16159  | Pand met gecementeerde puntgevel met gevelsteen        |
| Ned.Herv.Kerk | Kerk en kerkonderdeel     | 1708                                                                    |           | Kerkpad 3                                | 51° 49' 6" NB, 3° 58' 35" OL | 16160  | Meer afbeeldingen                                      |
| Toren van Goedereede | Kerk en kerkonderdeel     | 1467-1512                                                               |           | Kerkpad 3                                | 51° 49' 6" NB, 3° 58' 33" OL | 16161  | Meer afbeeldingen                                      |
| Een vervallen gotisch bouwwerk met zadeldak en puntgevel met spitsboog, mogelijk het vroegere noorderzijkoor                                                                                      | Gebouw                    |                                                                         |           | Kerkpad 3                                | 51° 49' 7" NB, 3° 58' 35" OL | 16162  | Meer afbeeldingen                                      |
| Dwarshuisje onder zadeldak | Woonhuis                  | mogelijk ca. 1800                                                       |           | Kerkpad 6                                | 51° 49' 7" NB, 3° 58' 36" OL | 16163  | Meer afbeeldingen                                      |
| Tot het kerkpleintje geeft toegang een smeedijzeren boog met voluten, rustend op in beton vernieuwde palen                                                                                        | Straatmeubilair           | mogelijk ca. 1800                                                       |           | Kerkpad                                  | 51° 49' 6" NB, 3° 58' 36" OL | 16164  | Meer afbeeldingen                                      |
| Huis met dubbele klokgevel met natuurstenen aanzetvoluten en geprofileerde, segmentvormige afdekking                                                                                              | Woonhuis                  | laatste kwart 18e eeuw                                                  |           | Kerkstraat 1                             | 51° 49' 5" NB, 3° 58' 37" OL | 16165  | Meer afbeeldingen                                      |
| Pand met twee puntgevels: links een puntgevel met vlechtingen | Opslag                    | 18e eeuw                                                                |           | Kerkstraat 3                             | 51° 49' 6" NB, 3° 58' 37" OL | 16166  | Meer afbeeldingen                                      |
| Pand met gepleisterde trapgevel in oorsprong | Woonhuis                  | mogelijk eerste helft 16e eeuw (oorsprong) laatste kwart 18e eeuw (pui) |           | Kerkstraat 5                             | 51° 49' 6" NB, 3° 58' 37" OL | 16167  | Meer afbeeldingen                                      |
| Pand met gepleisterde puntgevel | Woonhuis                  | 1773                                                                    |           | Kerkstraat 7                             | 51° 49' 6" NB, 3° 58' 37" OL | 16168  | Meer afbeeldingen                                      |
| Pand met trapgevel | Woonhuis                  | 17e eeuw                                                                |           | Kerkstraat 4                             | 51° 49' 6" NB, 3° 58' 38" OL | 16169  | Meer afbeeldingen                                      |
| Pand met puntgevel, oorspronkelijk trapgevel | Woonhuis                  | mogelijk 18e eeuw                                                       |           | Kerkstraat 6                             | 51° 49' 6" NB, 3° 58' 38" OL | 16170  | Meer afbeeldingen                                      |
| Pand met gepleisterde puntgevel, oorspronkelijk waarschijnlijk trapgevel | Woonhuis                  | mogelijk 18e eeuw                                                       |           | Kerkstraat 12                            | 51° 49' 7" NB, 3° 58' 37" OL | 16171  | Meer afbeeldingen                                      |
| Pand met trapgevel met waterlijst en hoekblokken in gobertangersteen | Opslag                    | 17e eeuw                                                                |           | Kerkstraat 14                            | 51° 49' 7" NB, 3° 58' 37" OL | 16172  | Meer afbeeldingen                                      |
| Pandje onder zadeldak | Woonhuis                  | 18e eeuw                                                                |           | Kinderdijk 1                             | 51° 49' 4" NB, 3° 58' 49" OL | 16173  | Meer afbeeldingen                                      |
| Pandje onder zadeldak | Woonhuis                  | 18e eeuw                                                                |           | Kinderdijk 1                             | 51° 49' 5" NB, 3° 58' 50" OL | 16174  | Meer afbeeldingen                                      |
| Pand met achterhuis en IJsselstenen tuitgevel met rode strekken boven de vensters en geprofileerde topafdekking. Stoep                                                                            | Werk-woonhuis             | eerste helft 16e eeuw 18e eeuw (verbouwd)                               |           | Markt 1                                  | 51° 49' 6" NB, 3° 58' 38" OL | 16175  | Meer afbeeldingen                                      |
| Pand met gepleisterde trapgevel, waarin geprofileerde Gobertangerwaterlijst. Stoep met stoeppalen                                                                                                 | Woonhuis                  | eerste kwart 16e eeuw                                                   |           | Markt 3                                  | 51° 49' 6" NB, 3° 58' 38" OL | 16176  | Meer afbeeldingen                                      |
| Pand met gepleisterde puntgevel | Woonhuis                  | mogelijk eerste helft 16e eeuw                                          |           | Markt 5                                  | 51° 49' 6" NB, 3° 58' 38" OL | 16177  | Meer afbeeldingen                                      |
| Raadhuis van Goedereede | Bestuursgebouw en onderdl | 1852                                                                    |           | Markt 7                                  | 51° 49' 6" NB, 3° 58' 39" OL | 16178  | Meer afbeeldingen                                      |
| Pand onder schilddak en met gewijzigde en ingezwenkte gevel onder rechte lijst, gepleisterd. Inwendig sleutelstukken met gotische peerkraalprofielen                                              | Woonhuis                  | mogelijk eerste helft 16e eeuw                                          |           | Markt 9                                  | 51° 49' 6" NB, 3° 58' 39" OL | 16179  | Meer afbeeldingen                                      |
| De Gouden Leeuw | Woonhuis                  | 1482 (herbouwd) ca. 1545 (voorste deel vernieuwd)                       |           | Markt 11                                 | 51° 49' 6" NB, 3° 58' 40" OL | 16180  | Meer afbeeldingen                                      |
| Pand met eenvoudige bakstenen gevel onder rechte lijst | Woonhuis                  | 17e eeuw eerste helft 19e eeuw                                          |           | Markt 13                                 | 51° 49' 6" NB, 3° 58' 40" OL | 16181  | Pand met eenvoudige bakstenen gevel onder rechte lijst |
| Hoekpand met zadeldak tussen puntgevels, waarvan de voorgevel gepleisterd. Stoep met stoeppaal | Woonhuis                  | mogelijk 17e eeuw                                                       |           | Markt 15                                 | 51° 49' 6" NB, 3° 58' 40" OL | 16182  | Meer afbeeldingen                                      |
| Hoekpand onder zadeldak tussen gepleisterde puntgevels | Woonhuis                  | 17e eeuw                                                                |           | Markt 2                                  | 51° 49' 5" NB, 3° 58' 38" OL | 16183  | Meer afbeeldingen                                      |
| Pand met gepleisterde voorgevel onder rechte lijst | Woonhuis                  | 17e/18e/19e eeuw                                                        |           | Markt 4                                  | 51° 49' 5" NB, 3° 58' 38" OL | 16184  | Meer afbeeldingen                                      |
| Pand met inwendig gotische sleutelstukken, muurstijlen en korbelen | Werk-woonhuis             | 18e eeuw (verbouwd)                                                     |           | Markt 6                                  | 51° 49' 5" NB, 3° 58' 39" OL | 16185  | Meer afbeeldingen                                      |
| Bakstenen schuur met puntgevel en pannen dak | Opslag                    | mogelijk eerste kwart 19e eeuw                                          |           | Markt 11                                 | 51° 49' 7" NB, 3° 58' 40" OL | 16186  | Upload foto                                            |
| Schuur met bakstenen puntgevels en pannen zadeldak | Opslag                    | mogelijk 18e eeuw                                                       |           | Markt 13                                 | 51° 49' 7" NB, 3° 58' 40" OL | 16187  | Upload foto                                            |
| Kleine stenen schuur met puntgevels | Opslag                    | mogelijk 18e eeuw                                                       |           | Markt 15                                 | 51° 49' 7" NB, 3° 58' 40" OL | 16188  | Upload foto                                            |
| Windvang | Industrie- en poldermolen | 1791                                                                    |           | Goereeseweg 5                            | 51° 49' 7" NB, 3° 58' 25" OL | 16192  | Meer afbeeldingen                                      |
| Langs de kade van de Noordzijde Haven houten ducdalven | Aanlegvoorziening         |                                                                         |           | Ducdalven Noordzijde Haven               | 51° 49' 5" NB, 3° 58' 44" OL | 16193  | Meer afbeeldingen                                      |
| Hoekpand met zadeldak tussen puntgevels. De gepleisterde voorgevel heeft onder de top een waterlijst en in de verdieping Empireramen. Stoep met houten palen                                      | Woonhuis                  | laat gotisch (oorsprong)                                                |           | Noordzijde Haven 1                       | 51° 49' 6" NB, 3° 58' 41" OL | 16194  | Meer afbeeldingen                                      |
| Pand met zadeldak tussen puntgevel | Woonhuis                  | 17e/18e eeuw                                                            |           | Noordzijde Haven 3                       | 51° 49' 6" NB, 3° 58' 41" OL | 16195  | Meer afbeeldingen                                      |
| Pand onder schilddak met topschoorsteen en aan de achterzijde een gecementeerde puntgevel. De gepleisterde lijstgevel aan de voorzijde heeft stucversieringen, gesneden deuren en een stoep       | Woonhuis                  | mogelijk 17e eeuw                                                       |           | Noordzijde Haven 5                       | 51° 49' 6" NB, 3° 58' 41" OL | 16196  | Meer afbeeldingen                                      |
| Pand met aan de achterzijde een puntgevel en aan de voorzijde een lijstgevel. In de parterre Empireramen en deuren uit de bouwtijd van de gevel. Stoep met hardstenen palen en ijzeren hekken     | Woonhuis                  | mogelijk 17e eeuw                                                       |           | Noordzijde Haven 7                       | 51° 49' 6" NB, 3° 58' 41" OL | 16197  | Meer afbeeldingen                                      |
| Pand met aan de achterzijde een gepleisterde puntgevel en aan de voorzijde een eenvoudige gevel onder kroonlijst met gesneden klossen en rozetten                                                 | Woonhuis                  | mogelijk 17e eeuw tweede kwart 19e eeuw (kroonlijst)                    |           | Noordzijde Haven 9                       | 51° 49' 6" NB, 3° 58' 42" OL | 16198  | Meer afbeeldingen                                      |
| Pand opgetrokken uit secundair verwerkte Gobertangerblokken onder een rechte lijst. Empireramen, stoeppalen                                                                                       | Woonhuis                  | eerste helft 16e eeuw (oorsprong) 18e eeuw (vernieuwd)                  |           | Noordzijde Haven 11                      | 51° 49' 6" NB, 3° 58' 42" OL | 16199  | Meer afbeeldingen                                      |
| Herenhuis | Werk-woonhuis             | midden 19e eeuw                                                         |           | Noordzijde Haven 13                      | 51° 49' 6" NB, 3° 58' 42" OL | 16200  | Meer afbeeldingen                                      |
| Herenhuis, bestaande uit twee panden met schilddaken en aan de achterzijde puntgevels achter een weinig fraaie voorgevel                                                                          | Werk-woonhuis             | derde kwart 19e eeuw mogelijk 18e eeuw (zijvleugels)                    |           | Noordzijde Haven 15                      | 51° 49' 6" NB, 3° 58' 43" OL | 16201  | Meer afbeeldingen                                      |
| Pand met gepleisterde puntgevel met vlechtingen | Woonhuis                  | mogelijk 18e eeuw                                                       |           | Noordzijde Haven 19                      | 51° 49' 5" NB, 3° 58' 44" OL | 16202  | Meer afbeeldingen                                      |
| Pand met gepleisterde puntgevel | Woonhuis                  | mogelijk 19e eeuw                                                       |           | Noordzijde Haven 23                      | 51° 49' 5" NB, 3° 58' 44" OL | 16203  | Meer afbeeldingen                                      |
| Pand met ijsselstenen puntgeveltje, oorspronkelijk trapgevel, met rode strekken boven de vensters                                                                                                 | Woonhuis                  | 17e-18e eeuw                                                            |           | Noordzijde Haven 25                      | 51° 49' 5" NB, 3° 58' 44" OL | 16204  | Meer afbeeldingen                                      |
| Pand met lijstgevel met ramen | Woonhuis                  | derde kwart 19e eeuw                                                    |           | Noordzijde Haven 27                      | 51° 49' 5" NB, 3° 58' 44" OL | 16205  | Meer afbeeldingen                                      |
| Pand met gecementeerde puntgevel, oorspronkelijk trapgevel | Woonhuis                  | mogelijk 17e eeuw                                                       |           | Noordzijde Haven 29                      | 51° 49' 5" NB, 3° 58' 45" OL | 16206  | Meer afbeeldingen                                      |
| Pand, bestaande uit twee huizen onder schilddaken, die achter tegen puntgevels aansluiten | Woonhuis                  | 17e/18e/19e eeuw                                                        |           | Noordzijde Haven 33                      | 51° 49' 5" NB, 3° 58' 45" OL | 16207  | Meer afbeeldingen                                      |
| Pand met gecementeerde puntgevel | Woonhuis                  | mogelijk 17e eeuw                                                       |           | Noordzijde Haven 35                      | 51° 49' 5" NB, 3° 58' 46" OL | 16208  | Meer afbeeldingen                                      |
| Pand met gepleisterde lijstgevel | Woonhuis                  | tweede kwart 19e eeuw                                                   |           | Noordzijde Haven 37                      | 51° 49' 5" NB, 3° 58' 46" OL | 16209  | Meer afbeeldingen                                      |
| Pand met gepleisterde puntgevel waarin ramen | Woonhuis                  | mogelijk eerste helft 19e eeuw                                          |           | Noordzijde Haven 39                      | 51° 49' 5" NB, 3° 58' 46" OL | 16210  | Meer afbeeldingen                                      |
| Herenhuis met zij- en achtergevels van ijsselsteen omlopend schilddak met hoekschoorstenen en dakkapellen en bakstenen lijstgevel                                                                 | Woonhuis                  | 18e/19e eeuw                                                            |           | Noordzijde Haven 41                      | 51° 49' 5" NB, 3° 58' 47" OL | 16211  | Meer afbeeldingen                                      |
| Dwarshuis van alleen begane-grond met zadeldak tussen puntgevels | Werk-woonhuis             | mogelijk ca. 1800                                                       |           | Noordzijde Haven 2                       | 51° 49' 5" NB, 3° 58' 44" OL | 16212  | Meer afbeeldingen                                      |
| Pandje aansluitend tegen de oostgevel van nr 2 | Woonhuis                  | eerste helft 19e eeuw                                                   |           | Noordzijde Haven 4                       | 51° 49' 5" NB, 3° 58' 45" OL | 16213  | Meer afbeeldingen                                      |
| Schuur met gepleisterde puntgevel | Opslag                    | mogelijk 18e eeuw                                                       |           | Noordzijde Haven tegenover 11            | 51° 49' 7" NB, 3° 58' 42" OL | 16214  | Upload foto                                            |
| Stenen schuur met links een puntgevel | Opslag                    | 18e eeuw                                                                |           | Noordzijde Haven tegenover 13            | 51° 49' 7" NB, 3° 58' 43" OL | 16215  | Upload foto                                            |
| Houten schuur met puntgevels en pannen dak | Opslag                    | mogelijk eerste helft 19e eeuw                                          |           | Noordzijde Haven tegenover 17            | 51° 49' 6" NB, 3° 58' 44" OL | 16216  | Upload foto                                            |
| Houten schuur met puntgevels en pannen dak | Opslag                    | mogelijk eerste helft 19e eeuw                                          |           | Noordzijde Haven tegenover 19            | 51° 49' 6" NB, 3° 58' 44" OL | 16217  | Upload foto                                            |
| Houten schuur met puntgevels en pannen dak | Opslag                    | mogelijk eerste helft 19e eeuw                                          |           | Noordzijde Haven tegenover 21            | 51° 49' 6" NB, 3° 58' 44" OL | 16218  | Upload foto                                            |
| Houten schuur met puntgevels en pannen dak | Opslag                    | mogelijk eerste helft 19e eeuw                                          |           | Noordzijde Haven tegenover 23            | 51° 49' 6" NB, 3° 58' 44" OL | 16219  | Upload foto                                            |
| Houten schuur met puntgevels en pannen dak | Opslag                    | mogelijk eerste helft 19e eeuw                                          |           | Noordzijde Haven tegenover 25            | 51° 49' 6" NB, 3° 58' 45" OL | 16220  | Upload foto                                            |
| Houten schuur met puntgevels en pannen dak | Opslag                    | mogelijk eerste helft 19e eeuw                                          |           | Noordzijde Haven tegenover 27            | 51° 49' 6" NB, 3° 58' 45" OL | 16221  | Upload foto                                            |
| Houten schuur met puntgevels en pannen dak | Opslag                    | mogelijk eerste helft 19e eeuw                                          |           | Noordzijde Haven tegenover 35            | 51° 49' 6" NB, 3° 58' 46" OL | 16222  | Upload foto                                            |
| Houten schuur met puntgevels en pannen dak | Opslag                    | mogelijk eerste helft 19e eeuw                                          |           | Noordzijde Haven tegenover 37            | 51° 49' 5" NB, 3° 58' 46" OL | 16223  | Upload foto                                            |
| Houten schuur met puntgevels en pannen dak | Opslag                    | mogelijk eerste helft 19e eeuw                                          |           | Noordzijde Haven tegenover 39            | 51° 49' 5" NB, 3° 58' 46" OL | 16224  | Upload foto                                            |
| Pandje met gepleisterde puntgevel | Woonhuis                  | mogelijk eerste kwart 19e eeuw                                          |           | Pieterstraat 3                           | 51° 49' 5" NB, 3° 58' 38" OL | 16225  | Meer afbeeldingen                                      |
| Pand met gesausde puntgevel | Woonhuis                  | eerste helft 19e eeuw                                                   |           | Pieterstraat 5                           | 51° 49' 5" NB, 3° 58' 37" OL | 16226  | Meer afbeeldingen                                      |
| Pand met eenvoudige, gepleisterde puntgevel | Woonhuis                  | eerste helft 19e eeuw                                                   |           | Pieterstraat 7                           | 51° 49' 5" NB, 3° 58' 37" OL | 16227  | Meer afbeeldingen                                      |
| Pand met gepleisterde puntgevel | Woonhuis                  | eerste helft 19e eeuw                                                   |           | Pieterstraat 9                           | 51° 49' 5" NB, 3° 58' 37" OL | 16228  | Meer afbeeldingen                                      |
| Pand onder schilddak met gepleisterde lijstgevel | Woonhuis                  | mogelijk 17e eeuw of eerste helft 19e eeuw                              |           | Pieterstraat 11                          | 51° 49' 5" NB, 3° 58' 37" OL | 16229  | Meer afbeeldingen                                      |
| Pandje met gepleisterde puntgevel | Woonhuis                  | eerste helft 19e eeuw                                                   |           | Pieterstraat 13                          | 51° 49' 5" NB, 3° 58' 37" OL | 16230  | Meer afbeeldingen                                      |
| Pand met gepleisterde puntgevel | Woonhuis                  | 19e eeuw                                                                |           | Pieterstraat 15                          | 51° 49' 4" NB, 3° 58' 36" OL | 16231  | Meer afbeeldingen                                      |
| Pand met gepleisterde puntgevel | Woonhuis                  | laat gotisch (oorsprong)                                                |           | Pieterstraat 17                          | 51° 49' 4" NB, 3° 58' 36" OL | 16232  | Meer afbeeldingen                                      |
| Huisje met gepleisterde puntgevel | Woonhuis                  | mogelijk 17e eeuw of 19e eeuw                                           |           | Pieterstraat 19                          | 51° 49' 4" NB, 3° 58' 36" OL | 16233  | Meer afbeeldingen                                      |
| Huisje met gepleisterde puntgevel | Woonhuis                  | 19e eeuw                                                                |           | Pieterstraat 21                          | 51° 49' 4" NB, 3° 58' 35" OL | 16234  | Meer afbeeldingen                                      |
| Pand met gepleisterde puntgevel met geprofileerde dekplaten opzij | Woonhuis                  | 18e eeuw                                                                |           | Pieterstraat 23                          | 51° 49' 4" NB, 3° 58' 35" OL | 16235  | Meer afbeeldingen                                      |
| Woonhuisje met gepleisterde puntgevel | Woonhuis                  | waarschijnlijk 18e eeuw                                                 |           | Pieterstraat 43                          | 51° 49' 3" NB, 3° 58' 32" OL | 16236  | Meer afbeeldingen                                      |
| Huis met klokgevel met natuurstenen aanzetvoluten en geprofileerde, segmentvormige afdekking | Woonhuis                  | 18e eeuw of eerste kwart 19e eeuw                                       |           | Pieterstraat 2                           | 51° 49' 5" NB, 3° 58' 37" OL | 16237  | Meer afbeeldingen                                      |
| Pand met ijsselstenen puntgevel, voorzien van gobertange-hoekblokken | Woonhuis                  | late middeleeuwen (oorsprong)                                           |           | Pieterstraat 4                           | 51° 49' 5" NB, 3° 58' 37" OL | 16238  | Meer afbeeldingen                                      |
| Pand met gepleisterde puntgevel, oorspronkelijk trapgevel | Woonhuis                  | 17e eeuw                                                                |           | Pieterstraat 6                           | 51° 49' 5" NB, 3° 58' 37" OL | 16239  | Meer afbeeldingen                                      |
| Pand met gepleisterde puntgevel | Woonhuis                  | eerste helft 19e eeuw                                                   |           | Pieterstraat 8                           | 51° 49' 5" NB, 3° 58' 36" OL | 16240  | Meer afbeeldingen                                      |
| Pand met gepleisterde puntgevel | Woonhuis                  | eerste helft 19e eeuw                                                   |           | Pieterstraat 10                          | 51° 49' 5" NB, 3° 58' 36" OL | 16241  | Meer afbeeldingen                                      |
| Pand met gepleisterde puntgevel met geprofileerde zijdekplaten | Woonhuis                  | 18e eeuw                                                                |           | Pieterstraat 14                          | 51° 49' 5" NB, 3° 58' 36" OL | 16242  | Meer afbeeldingen                                      |
| Woonhuis met gepleisterde puntgevel | Winkel                    | 17e of 18e eeuw                                                         |           | Pieterstraat 16                          | 51° 49' 5" NB, 3° 58' 35" OL | 16243  | Meer afbeeldingen                                      |
| Gepleisterd dwarshuis onder zadeldak. Ramen en deuren (met gietijzeren bovenlichten) uit de bouwtijd. Onder een dak met het buurnummer 24                                                         | Woonhuis                  |                                                                         |           | Pieterstraat 22                          | 51° 49' 5" NB, 3° 58' 35" OL | 16244  | Meer afbeeldingen                                      |
| Gepleisterd dwarshuis onder zadeldak. Ramen en deuren (met gietijzeren bovenlichten) uit de bouwtijd. Onder een dak met het buurnummer 22                                                         | Woonhuis                  | 1864 (steen)                                                            |           | Pieterstraat 24                          | 51° 49' 5" NB, 3° 58' 34" OL | 16245  | Meer afbeeldingen                                      |
| Pandje met latere puntgevel met vlechtingen | Woonhuis                  | 17e eeuw                                                                |           | Pieterstraat 28                          | 51° 49' 5" NB, 3° 58' 34" OL | 16246  | Meer afbeeldingen                                      |
| Huisje op de hoek van de pad | Woonhuis                  | mogelijk 17e eeuw                                                       |           | Toepad 1                                 | 51° 49' 4" NB, 3° 58' 39" OL | 16247  | Meer afbeeldingen                                      |
| Brugwachtershuisjes: twee pandjes naast elkaar met zadeldaken en puntgevels met vlechtingen | Woonhuis                  | 18e eeuw                                                                |           | Zuidzijde Haven 1                        | 51° 49' 4" NB, 3° 58' 39" OL | 16248  | Meer afbeeldingen                                      |
| Huisje met ingezwenkte gevel onder rechte lijst | Woonhuis                  | eerste helft 19e eeuw                                                   |           | Zuidzijde Haven 3                        | 51° 49' 4" NB, 3° 58' 39" OL | 16249  | Meer afbeeldingen                                      |
| Herenhuis met gevel versierd met stucwerk | Woonhuis                  | derde kwart 19e eeuw                                                    |           | Zuidzijde Haven 6                        | 51° 49' 4" NB, 3° 58' 41" OL | 16250  | Meer afbeeldingen                                      |
| Pand met lijstgevel | Woonhuis                  | eerste helft 19e eeuw                                                   |           | Zuidzijde Haven 7                        | 51° 49' 3" NB, 3° 58' 41" OL | 16251  | Meer afbeeldingen                                      |
| Huisje met zadeldak tussen puntgevels | Woonhuis                  | 17e-18e eeuw                                                            |           | Zuidzijde Haven 2                        | 51° 49' 4" NB, 3° 58' 39" OL | 16252  | Meer afbeeldingen                                      |
| Deftig herenhuis onder hoog zadeldak, gevel met ramen uit de bouwtijd. Hoekpilasters. Stoep met rechts een stoeppaal                                                                              | Woonhuis                  | ca. 1860                                                                |           | Zuidzijde Haven 4                        | 51° 49' 4" NB, 3° 58' 40" OL | 16253  | Meer afbeeldingen                                      |
| Herenhuis met hoog schilddak en aan de achterzijde puntgevel | Woonhuis                  | eerste helft 19e eeuw                                                   |           | Zuidzijde Haven 8                        | 51° 49' 4" NB, 3° 58' 42" OL | 16254  | Meer afbeeldingen                                      |
| Boogbrug met ijzeren balustrade | Brug                      | 19e eeuw                                                                |           | Boogbrug tussen Markt en Zuidzijde Haven | 51° 49' 4" NB, 3° 58' 39" OL | 16255  | Meer afbeeldingen                                      |
| Spuisluis | Waterkering en -doorlaat  | 18e of 19e eeuw                                                         |           | Spuisluis Markt                          | 51° 49' 4" NB, 3° 58' 39" OL | 333048 | Spuisluis                                              |
| Landbouwschuur | Boerderij                 | ca. 1875                                                                |           | Bekaf 1                                  | 51° 49' 3" NB, 3° 58' 47" OL | 524379 | Meer afbeeldingen                                      |